# Darvas Imre (építész)
Darvas Imre (Budapest, 1937. február 7. -) okleveles építészmérnök. Munkájának elismeréseképpen számos szakmai kitüntetés és díj birtokosa.

## Szakmai pályafutása
Egyetemi évei után a Csongrád Megyei Tanácsi Tervező Vállalatnál dolgozott statikus tervezői-, építész csoportvezetői-, végül műteremvezető helyettesi beosztásban egészen 1987-ig. 19 tanév időtartamban - óraadóként - szilárdságtant tanított a szegedi Vedres István Építőipari Szakközépiskolában. É-1 vezető tervezői és szakértői, valamint T-1 településtervezői jogosultsággal rendelkezik, a Csongrád Megyei Építész Kamara és a Csongrád Megyei Mérnöki Kamara tagja. 1987-et követően 1996-ig az Agrober szegedi irodájában, majd a vállalat megszűnése után, egyik utód kft.-jében végzett vezető tervezői munkát. Azóta fiával közösen a Darvas Építész Iroda Bt.-ben tevékenykedik.

## Szakmai-, társadalmi elismerései
- 1974-ben az év legjobb terve, Nívódíj
- 1975-ben az év legjobb alkotása, Nívódíj
- 1976-ban szintén az év legjobb terve nívódíj
- Szeged Megyei Jogú Városa 1978. évi Alkotói Díj I. fokozata